# Otomat
Die Otomat ist ein allwetterfähiger Seezielflugkörper aus italienischer Produktion. Ursprünglich von Otobreda und Matra entwickelt, wird die Otomat heute von dem europäischen Rüstungsunternehmens MBDA produziert. In den 1970er Jahren entwickelt, wurde sie laufend an neue Bedrohungslagen angepasst und modernisiert. Otomat ist bis heute im Einsatz und weltweit verbreitet. Otomat steht für Otobreda und Matra.

## Entwicklung
Die Otomat entstand als Reaktion auf die erstmalige Versenkung eines Kriegsschiffes durch sowjetische P-15 Termit-Seezielflugkörper im Jahr 1967. Noch im selben Jahr gab Italien eine Machbarkeitsstudie zur Entwicklung von einem Seezielflugkörper in Auftrag. Im Jahr 1969 wurde mit der Entwicklung als Gemeinschaftsprojekt von Otobreda (später Alenia Marconi Systems) sowie Matra begonnen. Die ersten Lenkwaffen wurden ab 1971 für Erprobungszwecke an die Marina Militare ausgeliefert. Der erste Teststart erfolgte im November 1975 von einem Tragflügelboot der Sparviero-Klasse aus. Im Jahr 1976 war die Otomat bei der Marina Militare operationell.

## Technik

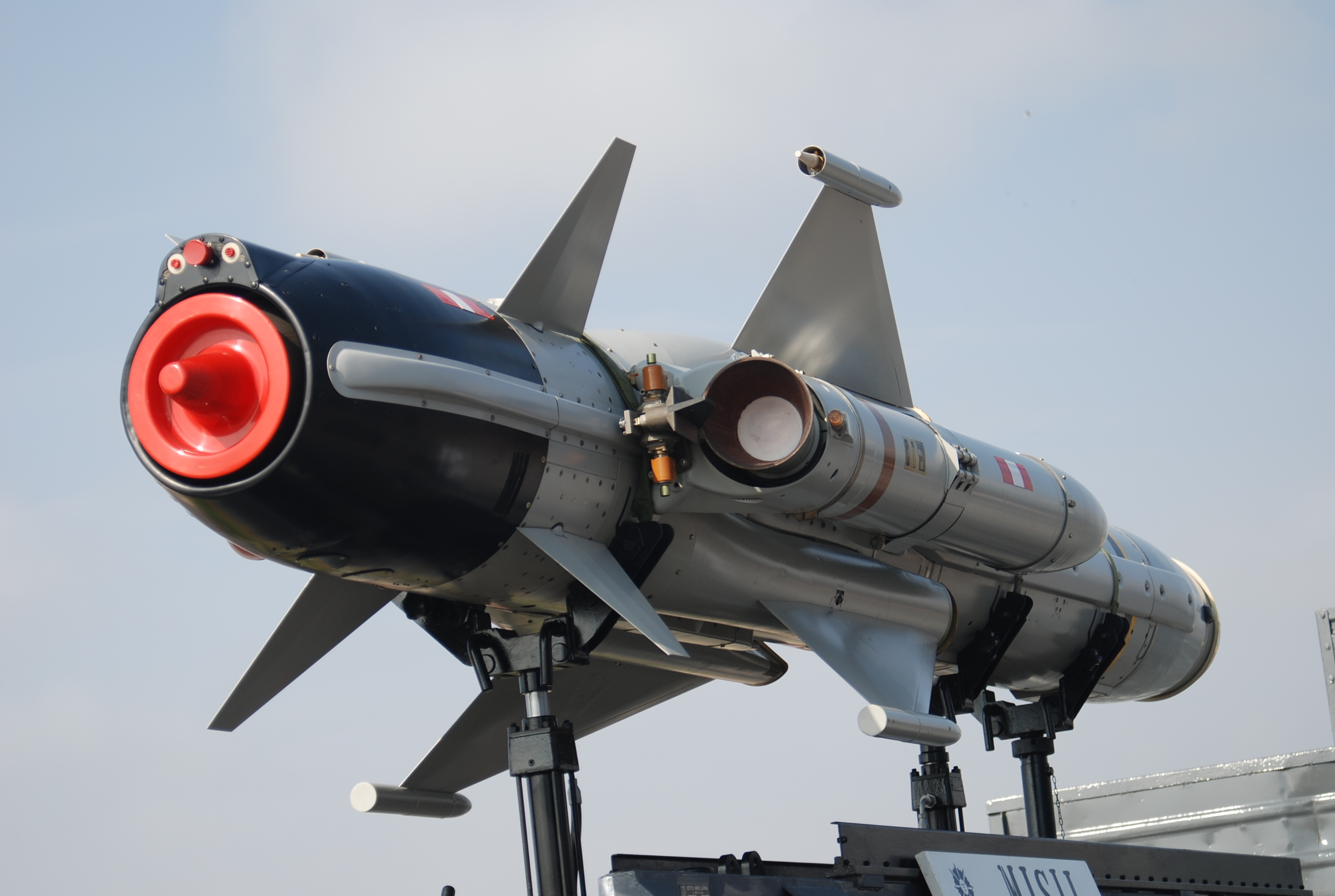
Heckansicht einer Otomat

Die Otomat kann von Schiffen oder von Fahrzeugen zum Einsatz gebracht werden. Die Otomat-Mk.-1-Lenkwaffe ist in wasserdichten, quadratischen Doppel-Abschusskanistern aus Aluminium auf dem Schiffsdeck installiert. Die neuere Ausführungen sind in ovalen Vierfach-Abschusskanistern aus glasfaserverstärktem Kunststoff untergebracht. Die Abschusskanister haben eine fixe Elevation von 15°. Vor dem Start müssen dem Bordcomputer der Lenkwaffe die ungefähren Koordinaten sowie der Kurs des Zieles übermittelt werden. Diese werden mittels Radar oder ELINT durch die Startplattform oder von Aufklärungsflugzeugen Bordhubschraubern oder unbemannten Luftfahrzeugen ermittelt. Nach der Zielerfassung kann nach spätestens 30 Sekunden der Lenkwaffenstart erfolgen. Mit dem italienischen ERATO-Feuerleitsystem (Extended Range Targeting Of Otomat) können zeitgleich acht Lenkwaffen gegen sechs Ziele gesteuert werden. Dabei werden die Lenkwaffen in einem Intervall von 3 Sekunden gestartet.
Die Otomat-Lenkwaffen haben einen schlanken, zylinderförmigen Rumpf und sind in fünf Sektionen aufgeteilt: Hinter der Lenkwaffenspitze befinden sich der Suchkopf von Thomson-CSF oder SMA (je nach Modell). Direkt hinter dem Suchkopf befindet sich der digitale Bordcomputer. Dieser beinhaltet ein Trägheitsnavigationssystem, einen Autopilot sowie den Radar-Höhenmesser. Bei den neueren Modellen wurde weiter ein Datenlink sowie ein Empfänger für das Satelliten-Navigationssystem GPS verbaut. Bei diesen Modellen können vor dem Start im Bordcomputer bis zu sechs Navigations-Wegpunkte programmiert werden, so dass die Lenkwaffe eine vorbestimmte Flugstrecke fliegen kann. Hinter dieser Sektion ist der Zünder sowie der 210 kg wiegende panzerbrechende Gefechtskopf untergebracht. Der Gefechtskopf hat einen Kern aus 65 kg Oktogen-Sprengstoff sowie eine vorfragmentierte Oberfläche zur optimalen Splitterbildung. Dabei ist die Sprengwirkung nach unten fokussiert. Dahinter folgt der Haupttreibstofftank mit 90 Liter Flugbenzin sowie der Lufteinlass. In der nächsten Sektion ist das TR 281-Turbojet-Marschtriebwerk von Turboméca verbaut. Hinter dem Triebwerk sind die Aktuatoren, die Thermalbatterie sowie das Steuersystem für die vier Steuerflächen untergebracht. Im hinteren Bereich des Flugkörperrumpfs sind vier trapezförmige Steuerflächen und im mittleren Bereich vier trapezförmige Stabilisierungsflächen angebracht. An den Stabilisierungsflächen sind die Empfänger für das Datenlink montiert.
Der Start erfolgt mithilfe zweier SNPE-ROXEL-Raketenbooster, die seitlich am Lenkwaffenheck angebracht sind. Die Booster wiegen je 75 kg und entwickeln einen Schub von je 34,3 kN. Nach dem Verlassen des Stahlbehälter entfalten sich die acht Stabilisierungs- und Steuerflächen. Die Lenkwaffen können nach dem Start eine Kurve um 180–210° ausführen (je nach Modell). Die Raketenbooster haben eine Brenndauer von rund 4 Sekunden und bringen die Otomat auf eine Flughöhe von rund 250 m. Nach dem Ausbrennen werden die Raketenbooster abgeworfen. Jetzt ist die Lenkwaffe rund 600 m von der Startplattform entfernt und das TR 281-Turbojet-Marschtriebwerk zündet. Dieses entwickelt einen Schub von 3,9 kN. Für den Marschflug sinkt die Lenkwaffe auf eine Höhe von 20 m. Ein Radar-Höhenmesser sorgt für den nötigen Sicherheitsabstand zwischen der Lenkwaffe und der Meeresoberfläche. Der Marschflug erfolgt mit einer Geschwindigkeit von rund Mach 0,9 (rund 1000 km/h). Die Otomat ist eine Fire-and-Forget-Lenkwaffe und der Flug ins Zielgebiet erfolgt autonom mithilfe des Bordcomputers. Rund 8–20 km vor dem errechneten Zielpunkt wird der bordeigene aktive Radarsuchkopf aktiviert und beginnt mit der Zielsuche. Der Radarsuchkopf hat eine Erfassungsreichweite von 8–20 km (je nach Version), wobei der Suchsektor im Azimut +/−20° beträgt. Für den Zielanflug stehen zwei vor dem Lenkwaffenstart bestimmte Anflugprofile zur Verfügung. Beim ersten Anflugprofil steigt die Lenkwaffe rund 2 km vor dem Ziel auf eine Höhe von 175 m und stürzt sich von dort in einem steilen Winkel auf das Ziel. Beim zweiten Anflugprofil sinkt die Otomat nach der Zielerfassung auf eine Flughöhe von 2 bis 5 m (je nach Seegang). Kurz vor dem Ziel sinkt die Lenkwaffe weiter, so dass Einschlag im Ziel auf Wellenhöhe im Schiffsrumpf erfolgt. Unabhängig vom gewählten Anflugprofil erfolgt die Gefechtskopfzündung zeitverzögert im Schiffsinneren. Der panzerbrechende Gefechtskopf kann vor seiner Zündung Stahlplatten mit einer Dicke von 90 mm durchschlagen. Wird kein Ziel getroffen, stürzt der Flugkörper nach einer bestimmten Flugzeit ins Meer. Neuere Modelle können einen fehlgeschlagenen Angriff nach einer 180°-Drehung nochmals wiederholen.

## Versionen

### Otomat Mk. 1

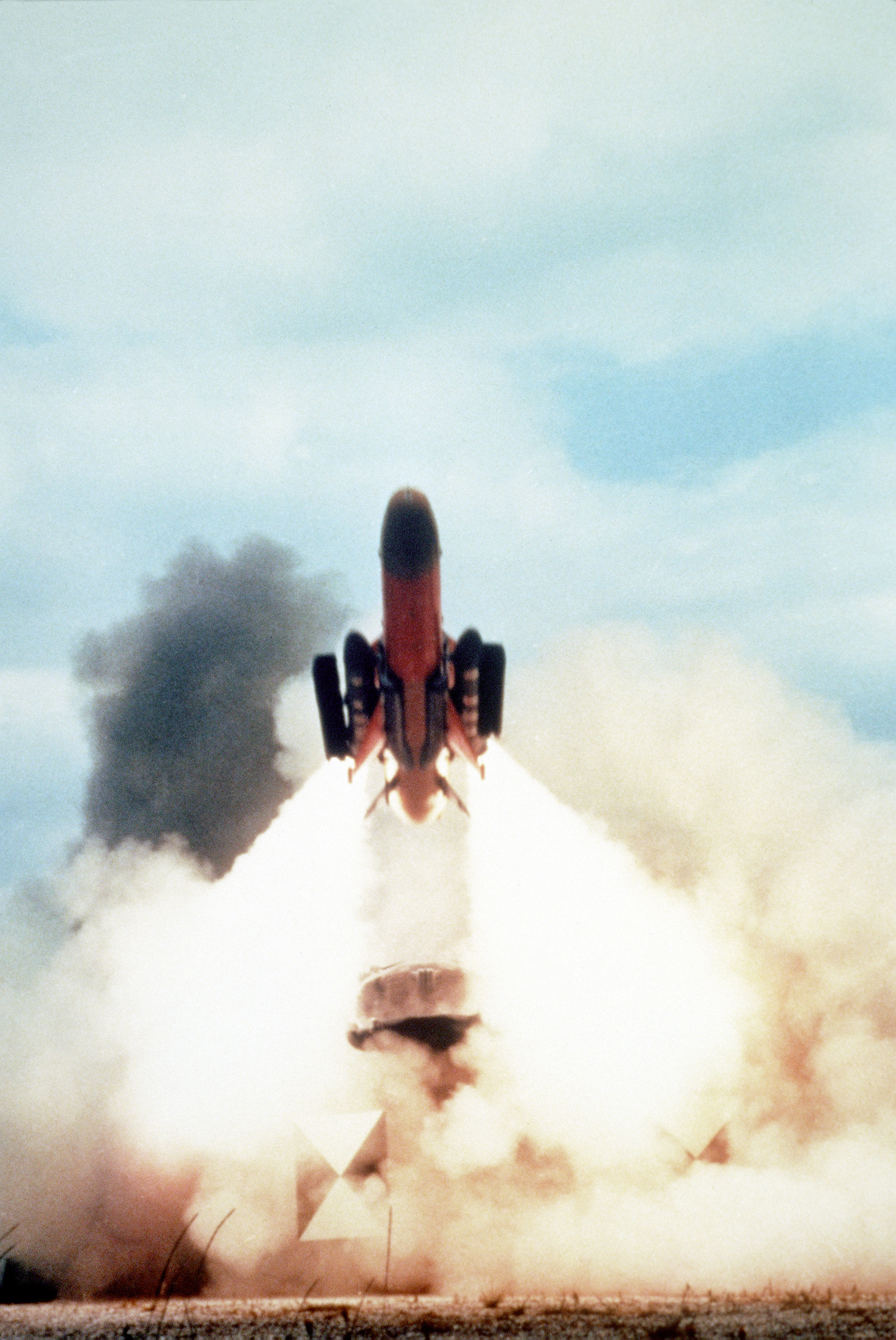
Teststart einer Otomat

Dies war die erste Serienversion die im Jahr 1975 von der Marina Militare übernommen wurde. In Abhängigkeit zum Radarhorizont betrug die maximale Reichweite 60–80 km. Diese Ausführung befindet sich nicht mehr im Einsatz.

### Otomat Mk. 2 Block I
Die Entwicklung der Otomat Mk. 2 begann in den späten 1970er-Jahren und im Jahr 1984 war diese Ausführung auslieferungsbereit. Bei diesem Lenkwaffentyp handelt es sich um eine Otomat Mk. 1, welche mit einem Datenlink ausgerüstet ist. Mit dem Datenlink kann die Lenkwaffe im Flug von einer fliegenden Plattform mit Zieldaten versorgt werden. Dadurch steigert sich die maximale Reichweite auf 100–160 km.

### Otomat Mk. 2 Block II
Bei der Ausführung Otomat Mk. 2 Block II wurden erstmals Klappflügel verwendet, so dass die Lenkwaffen in kompakteren Abschusskanistern untergebracht werden können. Die Otomat Mk. 2 Block II war in den 1990er-Jahren einsatzbereit.

### Otomat Mk. 2 Block III
Diese Ausführung verfügt über verbesserte Elektronik, abgeänderte Raketenbooster und bei dem Gefechtskopf kommt insensitiver Sprengstoff zur Anwendung. Die Otomat Mk. 2 Block III existiert entweder als Nachrüstprogramm oder als Neuproduktion.

### Otomat Mk. 2 Block IV
Gegenüber den Vorgängermodellen verfügt die Otomat Mk. 2 Block IV über verbesserte Elektronik, einem neuen Bordcomputer mit einem GPS-Satelliten-Navigationssystem sowie einem verbesserten Suchkopf. Dieses Modell kann im Flug Hindernissen ausweichen und einen fehlgeschlagenen Angriff wiederholen. Als Marschflugkörper kann dieses Modell auch gegen küstennahe Landziele eingesetzt werden. Die Reichweite beträgt rund 180 km. Die Otomat Mk. 2 Block IV wird seit dem Jahr 2007 angeboten.

### Otomat Mk. 2/E
Die Otomat Mk. 2/E wurde im Jahr 2021 vorgestellt. Die Otomat Mk. 2/E befindet sich in Entwicklung und soll ab 2027 für die Marina Militare bereit sein. Otomat Mk. 2/E ist eine komplett neue Lenkwaffe aus Komposit-Werkstoffen. Bei dem Modell wird Tarnkappentechnik zur Vermeidung von detektierbaren Abwärme- und Radarrückstrahlungen benutzt. Zusätzlich soll die Raketenoberfläche mit einer radarabsorbierenden Schutzschicht versehen werden. Zur Lenkung kommt ein Navigationssystem mit INS und GPS zur Anwendung. Beim Suchkopf kommt ein AESA-Radar welches im Ku-Band arbeitet zum Einsatz. Wie Bereits das Vorgängermodell kann die Otomat Mk. 2/E sowohl gegen Seeziele wie auch gegen Landziele eingesetzt werden. Bei einer Länge von 4,77 m und einem Gewicht von rund 700 kg (ohne Booster) soll die Otomat Mk. 2/E eine Reichweite von über 350 km erreichen.

### Otomat Mk. 3
Bei der Otomat Mk. 3 handelt es sich um eine verbesserte Ausführung der Otomat Mk. 2 Block IV. Die neue Lenkwaffe sollte mit einem kombinierten Radar- und Infrarot-Suchkopf ausgerüstet werden. Die Otomat Mk. 3 sollte eine Reichweite von rund 250 km erreichen. Das Projekt startete 1992, wurde aber im Jahr 2000 abgebrochen.

### MILAS
MILAS ist eine Lenkwaffe zur Bekämpfung von U-Booten, welche auf der Otomat Mk. 2 basiert. Anstelle eines Gefechtskopfes trägt die MILAS einen MU90-Torpedo, welcher auf getauchte U-Boote abgeworfen wird. MILAS ist seit dem Jahr 2002 einsatzbereit und hat eine Reichweite von rund 55 km.

### Otomach
Otomach war in den 1990er-Jahren ein Projekt zur Entwicklung einer Otomat, welche mit Überschallgeschwindigkeit fliegt. Angedacht war die Verwendung eines ATR 318-Turbojet von Turboméca. Mit einem Gefechtskopf von 100 kg sollte Otomach eine Reichweite von über 100 km erzielen. Das Projekt wurde eingestellt.

## Verbreitung
- Argentinien – unbekannte Anzahl zur Küstenverteidigung
- Ägypten – 160 Lenkwaffen zur Küstenverteidigung und auf Schiffen
- Bangladesch – 10 Lenkwaffen
- Irak – unbekannte Anzahl auf den Patrouillenbooten der Assad-Klasse[13]
- Italien – 630 Lenkwaffen
- Kenia – 20 Lenkwaffen
- Libyen – 120 Lenkwaffen
- Malaysia – 48 Lenkwaffen
- Marokko – unbekannte Anzahl auf den Patrouillenbooten der Assad-Klasse[13]
- Nigeria – 40 Lenkwaffen
- Peru – 81 Lenkwaffen
- Saudi-Arabien – 227 Lenkwaffen zur Küstenverteidigung und auf Schiffen
- Turkmenistan – unbekannte Anzahl auf den Patrouillenbooten der Tuzla-Klasse
- Venezuela – 140 Lenkwaffen
- Vereinigte Staaten – zu Testzwecken beschafft

Quelle Trade Register auf sipri.org: